# Persone di nome Muḥammad
| Questa pagina contiene informazioni ricavate automaticamente dalle voci biografiche con l'ausilio del template Bio e di un bot. L'aggiornamento è periodico e automatico e ricostruisce completamente la pagina. Se manca una persona in questa lista, sei pregato di non aggiungerla, ma accertati piuttosto che la sua voce biografica contenga il template Bio e che i dati anagrafici siano correttamente compilati. Se il template Bio manca, inseriscilo tu stesso o, in alternativa, metti l'avviso {{tmp\|Bio}} che ne segnala la mancanza. Se i dati riportati sono sbagliati, correggi direttamente la voce biografica; le modifiche saranno visibili in questa lista entro pochi giorni. Per chiarimenti vedi il progetto antroponimi. La lista contiene solo le 80 persone che sono citate nell'enciclopedia e per le quali è stato implementato correttamente il template Bio. Pagina aggiornata al 22 giu 2025. |

Questa è una lista di persone presenti nell'enciclopedia che hanno il nome Muḥammad, suddivise per attività principale.

## Astronomi(3)
- Muhammad ibn Ibrahim al-Fazari, astronomo, filosofo e matematico arabo (Kufa - Baghdad)
- Muhammad al-Akhsasi al-Muwaqqit, astronomo egiziano
- Muhammad al-Tizini, astronomo arabo (n. 1461 - Damasco, † 1539)

## Calciatori(1)
- Muḥammad Rabīʿ Miftāḥ, ex calciatore algerino (Tizi Ouzou, n. 1985)

## Condottieri(1)
- Abd el-Krim, condottiero e rivoluzionario berbero (Ajdir, n. 1882 - Il Cairo, † 1963)

## Generali(4)
- ʿAbd al-Ḥakīm ʿĀmir, generale e politico egiziano (Astal, n. 1919 - Il Cairo, † 1967)
- Muhammad Ahmad Farid al-Tihami, generale egiziano (n. 1947 - † 2024)
- Muḥammad Naǧīb, generale e politico egiziano (Khartum, n. 1901 - Il Cairo, † 1984)
- Abd al-Ghani al-Gamassi, generale egiziano (Batānūn, n. 1921 - Il Cairo, † 2003)

## Geografi(1)
- Al-Himyari, geografo e viaggiatore berbero (Ceuta - † 1495)

## Giuristi(5)
- Sīdī Muḥammad Belkebīr, giurista e teologo algerino (Laghmāra Būda, n. 1911 - Adrar, † 2000)
- Muhammad al-Shaybani, giurista
- Muhammad ibn Ahmad ibn Abdun, giurista arabo (Siviglia)
- Muhammad al-Ya'qubi, giurista siriano (Damasco, n. 1963)
- Abu Bakr Sarakhsi, giurista persiano (Sarakhs - Fergana, † 1106)

## Imam(2)
- Muhammad ibn Ali al-Taqi al-Jawad, imam arabo (Medina, n. 811 - Baghdad, † 835)
- Muhammad al-Taqi, imam arabo (Salamiyya - Salamiyya, † 840)

## Imprenditori(1)
- Mohammed bin Laden, imprenditore yemenita (Hadramawt, n. 1908 - Khamīs Mushayṭ, † 1967)

## Insegnanti(1)
- Muhammad Husayn al-Dhahabi, docente e politico egiziano (Matubas, n. 1915 - Il Cairo, † 1977)

## Matematici(1)
- Muḥammad ibn Jābir al-Ḥarrānī al-Battānī, matematico, astronomo e astrologo arabo (Harran - Samarra, † 929)

## Medici(1)
- Muhammad ibn Abdun al-Jabali, medico e matematico arabo (Cordova - Cordova)

## Militari(2)
- Muhammad bin Sa'd Al Sa'ud, militare e politico saudita (Riyad, n. 1944)
- Muhammad ibn Tughj, militare turco (n. 882 - † 946)

## Mistici(1)
- Maa el Ainin, mistico e politico sahrāwī (Oualata, n. 1831 - Tiznit, † 1910)

## Personalità religiose(1)
- Muhammad al-Jazuli, personalità religiosa berbera (Sous - Safi, † 1466)

## Politici(9)
- Muhammad Ahmad, politico e mistico sudanese (Dongola, n. 1844 - Omdurman, † 1885)
- Mohamed Morsi, politico egiziano (El-Adwah, n. 1951 - Il Cairo, † 2019)
- Sa'id Pascià, politico egiziano (Il Cairo, n. 1822 - Alessandria d'Egitto, † 1863)
- Muhammad Sharif Pascià, politico egiziano (Kavala, n. 1826 - Graz, † 1887)
- Naji Shawkat, politico iracheno (al-Kut, n. 1893 - Baghdad, † 1980)
- Sa'd al-Katatni, politico egiziano (Girga, n. 1952)
- Anwar al-Sadat, politico e militare egiziano (Mit Abu al-Kum, n. 1918 - Il Cairo, † 1981)
- Amin al-Husseini, politico palestinese (Gerusalemme, n. 1897 - Beirut, † 1974)
- Muhammad al-Nafs al-Zakiyya, politico arabo (Medina, n. 718 - Medina, † 762)

## Principi(4)
- Muhammad bin Abd al-Aziz Al Sa'ud, principe e politico saudita (Riad, n. 1910 - Riad, † 1988)
- Muhammad bin Fahd Al Sa'ud, principe, politico e imprenditore saudita (Riad, n. 1950 - Riad, † 2025)
- Muḥammad bin Nāyef Āl Saʿūd, principe, politico e imprenditore saudita (Jeddah, n. 1959)
- Muhammad bin Abd al-Rahman Al Sa'ud, principe e politico saudita (n. 1882 - † 1943)

## Religiosi(4)
- Muhammad Husayn Fadlallah, religioso libanese (Najaf, n. 1935 - Beirut, † 2010)
- Muhammad Fazel Lankarani, religioso iraniano (Qom, n. 1931 - Londra, † 2007)
- Muhammad Sayyid Tantawi, religioso egiziano (Sohag, n. 1928 - Riyad, † 2010)
- Muhammad Muhammad Sadiq al-Sadr, religioso iracheno (al-Kazimiyya, n. 1943 - Najaf, † 1999)

## Scrittori(4)
- Muhammad b. Ahmad Abu l-Mutahhar al-Azdi, scrittore arabo († 1011)
- Muhammad Sa'id Ramadan al-Buti, scrittore siriano (Jilka, n. 1929 - Damasco, † 2013)
- Muhammad Taymur, scrittore egiziano (Il Cairo, n. 1892 - Il Cairo, † 1921)
- Muhammad ibn 'Ubayd Allah Abu l-Ma 'ali, scrittore persiano (Persia)

## Sovrani(6)
- Akbar, sovrano (Amarkot, n. 1542 - Agra, † 1605)
- Muhammad al-Badr, re yemenita (Sana'a, n. 1926 - Londra, † 1996)
- Muhammad V di Granada, sovrano (Granada, n. 1338 - Granada, † 1391)
- Muḥammad Khān Qājār, sovrano persiano (Damghan, n. 1742 - Şuşa, † 1797)
- Tawfīq Pascià, sovrano egiziano (Il Cairo, n. 1852 - Helwan, † 1892)
- Muhammad III al-Sadiq, sovrano tunisino (Il Bardo, n. 1813 - Il Bardo, † 1882)

## Storici(3)
- 'Imad al-Din al-Isfahani, storico persiano (Esfahan, n. 1125 - Damasco, † 1201)
- Ibn Ishaq, storico arabo (Medina, n. 704 - Baghdad)
- Ibn Abi Shayba, storico e giurista arabo (Kufa, n. 775 - Kufa, † 849)

## Sultani(8)
- Alp Arslan, sultano turco († 1072)
- Muhammad al-Nasir, sultano berbero (Marrakech, † 1213)
- Muhammad XI di Granada, sultano († 1462)
- Muhammad XIII di Granada, sultano (Alhambra, n. 1444 - Tlemcen)
- Muhammad ibn Idris, sultano marocchino († 836)
- Muhammad al-Shaykh al-Ma'mun, sultano marocchino († 1613)
- Muhammad al-Shaykh al-Saghir, sultano marocchino († 1655)
- Muhammad ibn Tughlaq, sultano indiano (Delhi - Sindh, † 1351)

## Teologi(7)
- Muḥammad ʿAbd al-Salām Faraj, teologo e terrorista egiziano (Dolongat, n. 1954 - Il Cairo, † 1982)
- Muhammad Baqir Behbahani, teologo e giurista persiano (Isfahan, n. 1706 - Kerbela, † 1791)
- Muḥammad ibn ʿAbd al-Wahhāb, teologo arabo (Al-'Uyayna, n. 1703 - Dirʿiyya, † 1792)
- Muhammad al-Maghili, teologo arabo (Tlemcen - † 1505)
- Muhammad Rashid Rida, teologo siriano (Tripoli, n. 1865 - Il Cairo, † 1935)
- Al-Hurr al-'Amili, teologo e giurista arabo (Mashghar, n. 1624 - Mashhad, † 1693)
- Muḥammad ibn Aḥmad b. Abī Bakr al-Riqūṭī al-Mursī, teologo e matematico arabo (Ricote - Granada)

## Viaggiatori(1)
- Ibn Baṭṭūṭa, viaggiatore, storico e giurista berbero (Tangeri, n. 1304 - Fès)

## Senza attività specificata(9)
- Muhammad I ibn Abd al-Rahman, emiro (Cordova, n. 823 - Cordova, † 886)
- Muhammad ibn Abi Hudhayfa
- Muhammad Khan, mongolo († 1338)
- Muhammad ibn Ja'far, arabo (Abissinia - Siffin, † 657)
- Muhammad ibn 'Ali ibn 'Abd Allah, arabo (al-Humayma, n. 674 - † 743)
- Muhammad ibn Isma'il, arabo (Medina, n. 740 - † 813)
- Muḥammad ibn Khafāja, emiro (Palermo, † 871)
- Muhammad ibn Sa'ud, emiro saudita (Dirʿiyya, n. 1687 - Dirʿiyya, † 1765)
- Muhammad ibn Abd Allah al-Ashja'i